# Ренессанс в Беларуси
Ренессанс в Беларуси — это период культурного и художественного возрождения, который охватил территорию современной Беларуси в XVI — первой половине XVII веков. Этот период характеризуется распространением гуманистических идей, развитием образования, науки и искусства под влиянием европейского Ренессанса. В Беларуси это время связано с деятельностью таких выдающихся личностей, как Франциск Скорина, Симон Будный и Василий Тяпинский, которые способствовали развитию книгопечатания, переводу и изданию религиозных и светских текстов на белорусском языке. Архитектура, живопись и литература этого периода отражают синтез западноевропейских ренессансных форм и местных традиций, что привело к созданию уникальных культурных памятников, таких как Мирский замок и Несвижский дворцово-парковый комплекс. Ренессанс в Беларуси заложил основы для дальнейшего развития национальной культуры и идентичности.
В разных странах Возрождение не совпадало хронологически и типологически. В отличие от классического итальянского Возрождения, ренессансную культуру в некоторых странах Западной и Центральной Европы — Германии, Скандинавских странах, Англии и др. — называют Северным Возрождением, особенности которого: компромисс со средневековыми традициями, связь с религиозными и национально-культурными движениями, Реформацией и др. К такому типу относится и восточноевропейское Возрождение, распространённое на территории Беларуси, Украины и Литвы, где интенсивно развивались национальное самосознание, наука и культура, значительных успехов достигли литература и искусство.

## Ренессанс в Беларуси
В Беларуси в XV — первой половине XVII в. уже существовали определённые предпосылки для развития культуры Возрождения: экономическое и социально-политическое усиление городов, активизация прогрессивного реформационного движения (аграрная, административная, судебная, военная реформы 1550—1580-х гг.), в результате которых происходила политическая централизация и государственно-правовая стабилизация белорусско-литовского общества. Свидетельством Возрождения в Беларуси было формирование белорусской народности и рост её самосознания, расширение международных культурных связей, гуманистическое и реформационное движение. Секуляризация духовной жизни здесь проявилась в развитии образования, книгопечатания, притоке разнообразной книжной продукции из-за границы и комплектовании отечественных библиотек, меценатстве и возникновении гуманистических центров при дворах крупных феодалов (Слуцких, Радзивиллов, Ходкевичей, Кишков, Глебовичей и др.), увлечении античной культурой, становлении белорусской литературы и литературного языка, развитии историографии, философской и общественно-политической мысли, правовой теории и практики, изобразительного искусства, архитектуры, музыки. В Беларуси Возрождение происходило в специфических условиях взаимодействия восточной и западной религиозно-церковной и духовно-культурной тенденций, становления белорусской культуры в составе полиэтнического и разноконфессионального государственного образования (ВКЛ, Речи Посполитой), незавершённости процессов национальной и государственной дифференциации белорусского, украинского и литовского народов. Характерными чертами белорусского Возрождения было наличие в ВКЛ относительной религиозной толерантности, взаимодействие и взаимопроникновение белорусской, украинской, литовской, польской и русской культур, развитие и функционирование ренессансной культуры в условиях католической экспансии и Контрреформации. Ренессансный гуманизм здесь чаще проявлялся как «христианский гуманизм»: сохранялись основные принципы христианства и пересматривались некоторые его традиционно-средневековые представления и понятия; формировался белорусский менталитет — специфический способ мировосприятия и мироощущения, определявший национальный характер и своеобразие духовной культуры Беларуси; развивалась философская и общественно-политическая мысль, литература, архитектура, изобразительное искусство, музыка, театр.

## Общественная мысль
В развитии общественной мысли эпохи Возрождения выделяют 3 периода: 1-й (нач. XVI — середины XVI в.; от Скорины до Реформации) связан с проникновением в общественное сознание идеи обновления; 2-й (середина — конец XVI в.) — с синтезом реформационно-гуманистической теории и социально-государственной практики; 3-й (конец XVI в. — первая половина XVII в.) — с рационализацией ренессансно-гуманистической мысли и выходом её на общеевропейскую арену (социнианство), аккумуляцией ренессансных идей деятелями общественно-религиозной борьбы, развернувшейся после Брестской унии 1596 года, культурой белорусского барокко. В области антологии, гносеологии и методологии идеи Возрождения проявлялись преимущественно в религиозно-теологической форме (рационализм С. Будного и др.). Существовал и собственно философский способ формулировки основных представлений (С. Лован, К. Лыщинский), в которых анализировались вопросы сущности Бога, природы Христа, происхождения мира (Брестская Библия, «Хроника» М. Стрыйковского), понимание чудес, бессмертия души, загробной жизни, соотношений идеального и материального, познания, веры и разума, богословия и философии и др. Учение белорусских мыслителей о морали было основано на признании естественной природы человека, убеждении в возможности её совершенствования через индивидуальные усилия. Гуманизировались и приближались к реальной жизни идеи христианской этики, возрождались философско-этические учения стоиков, Цицерона, эпикурейцев, по-новому интерпретировалось платоновское и аристотелевское учение о морали. В рамках проблемы человека, его отношений к Богу, окружающей среде, общества поднимались вопросы счастья, смысла жизни, общего и индивидуального блага, свободы выбора, ответственности, морального и интеллектуального совершенствования, гражданского долга и др. (Франциск Скорина, Николай Гусовский, Михалон Литвин, С. Кашуцкий, Андрей Волан, Якуб из Калиновки, Мартин Чеховиц, Симеон Полоцкий). Основная проблема социально-политической и правовой мысли белорусского Возрождения — совершенствование общества и государства (Франциск Скорина, Симон Будный, Астафий Волович, Лев Сапега, Андрей Волан). Гениальным предвидением Николая Гусовского стали идеи экологического воспитания человека. В процессе становления национального самосознания на первом этапе (XVI в.) преобладали этнокультурный компонент и секуляризованная концепция национальных ценностей (Франциск Скорина, Симон Будный, Василий Тяпинский); на втором этапе (конец XVI — первая половина XVII в.) национальное сознание проявлялось преимущественно в процессе религиозно-конфессионального самоопределения (С. Зизаний, Мелетий Смотрицкий, Ипатий Поцей и др.). Проблемы национально-культурного суверенитета белорусского народа решались в борьбе за утверждение в обществе и государстве принципа толерантности, веротерпимости (Симон Будный, Лев Сапега, Мелетий Смотрицкий).

## Литература

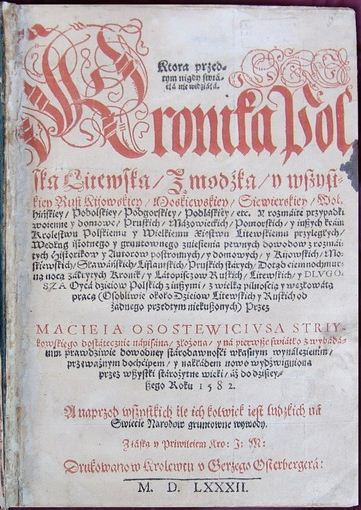
Титульный лист «Хроники польской, литовской, жемойтской и всей Руси» Мацея Стрыйковского — первой печатной истории Великого княжества Литовского. Кёнигсберг. 1582

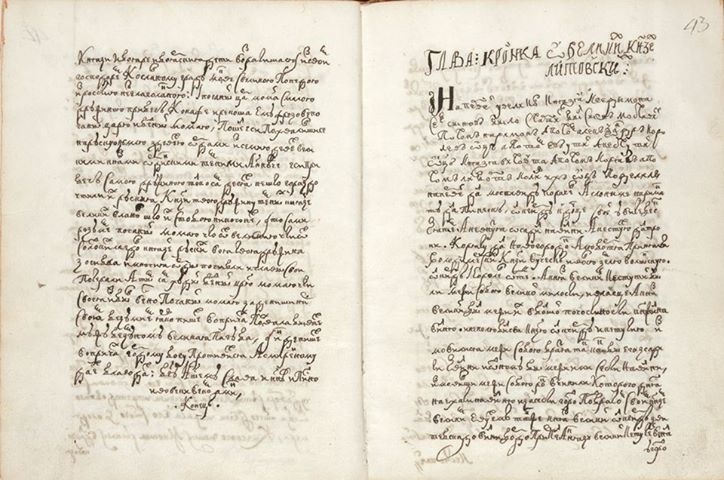
Фрагмент Баркулабовской летописи

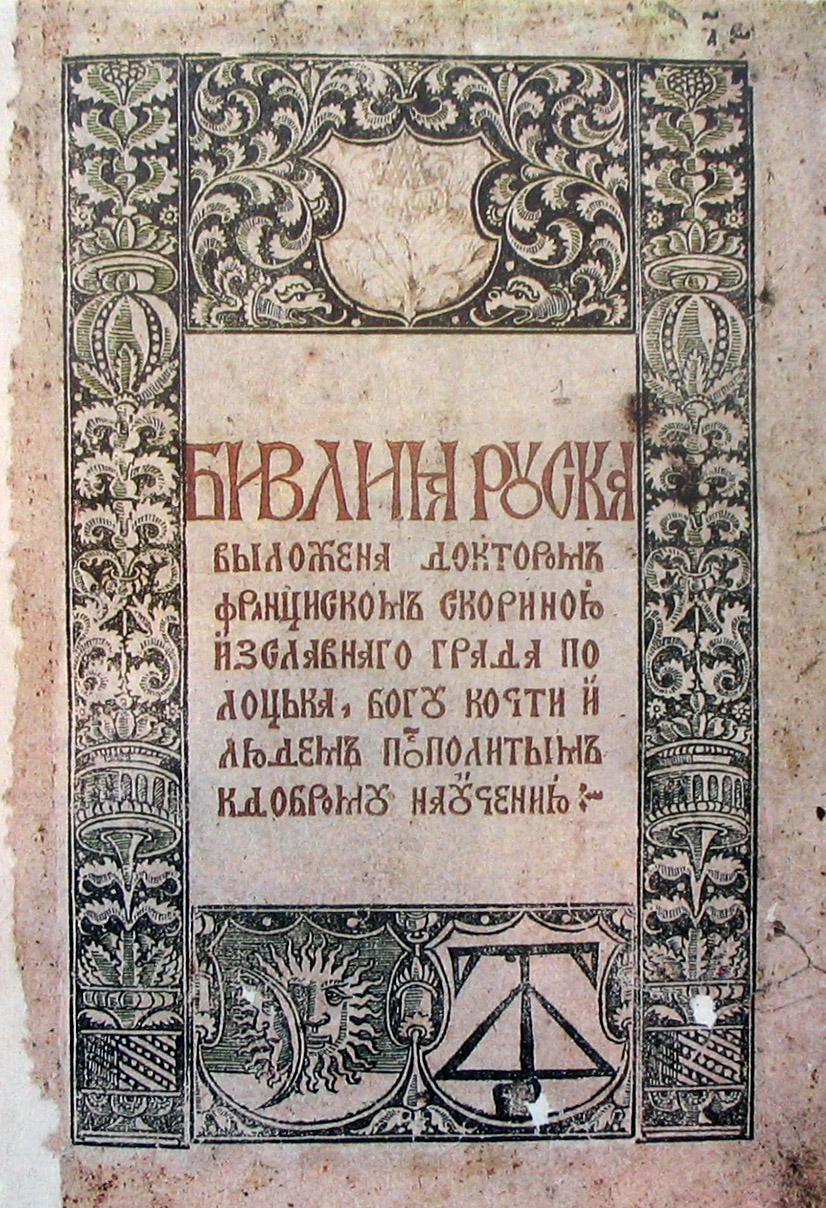
Библия Франциска Скорины, первая печатная восточнославянская книга. Прага. 1517—1519

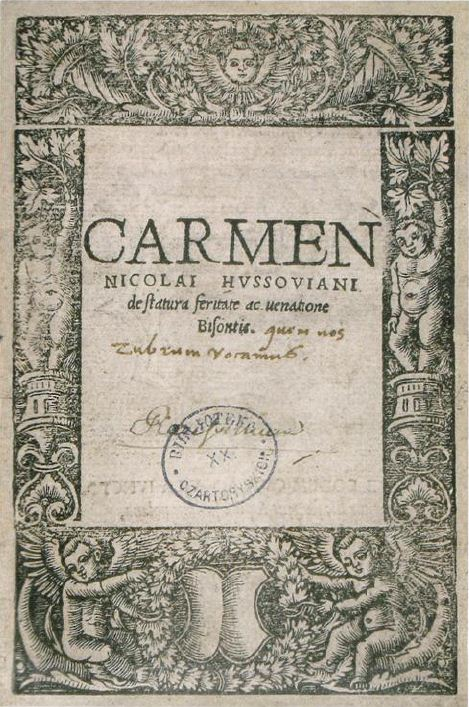
Титульный лист «Песни о зубре» Николая Гусовского. 1523

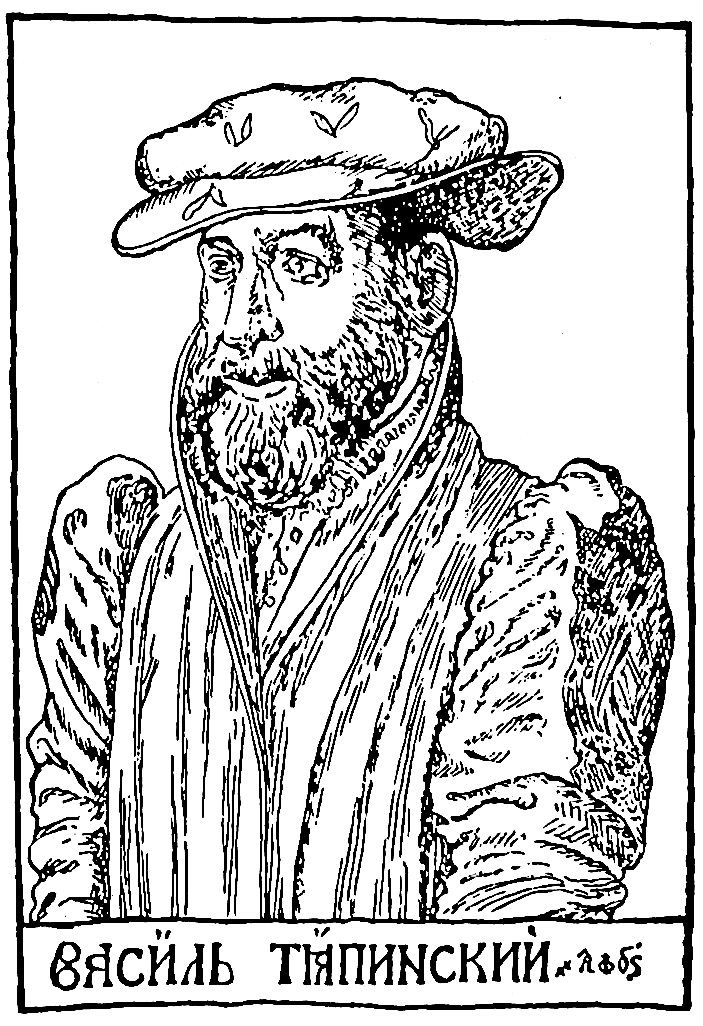
Василий Цепинский, белорусский гуманист-просветитель, основатель библейской (новозаветной) издательской белорусскоязычной традиции

## Изобразительное искусство и архитектура
Под влиянием ренессансной культуры Западной Европы в изобразительном искусстве Беларуси 16 — середины 17 века сформировались центры гуманистической культуры (дворы Жигимонта Августа в Вильне, Радзивилов в Несвиже, Алельковичей в Слуцке), развивались новые виды и жанры искусства. В живописи распространился портрет, в котором проявилось ренессансное понимание персоны человека. На основе синтеза западноевропейских форм и византийского искусства возник национальный вариант парадного портрета (портрет Михаила Борисовича). Некоторое время он существовал рядом с представительным (портрет Юрия Радзивила) и в формах психологизма полуфигурного (портрет К. Слуцкой-Радзивил). Формировался жанровый и батальный жанр живописи (А. Вейде).

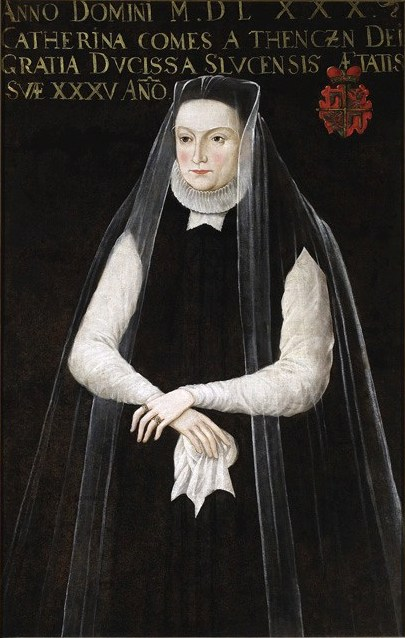
Портрет Екатерины Слуцкой-Радзивил. 1580-е
Портрет неизвестного магната, которого раньше ошибочно приписывали к изображению великого князя Михаила Борисовича. Неизвестный художник, кон. XVI — нач. XVII стст.

Религиозное искусство развивалось в нескольких направлениях. Алтарная картина характеризовалась пластичностью форм, яркостью палитры, элементами линейной перспективы, атрибутами исторической моды («Поклонение волхвов», после 1514). В иконописи с поствизантийской традицией появилась новаторская линия: в сюжетную канву вводились бытовые и этнографические детали, архитектурные виды («Троица, Достоев» из Достоев, «Рождество Марии» из Малоритского района), обогащался эмоциональный колорит, орнаменты фонов («Параскева Пятница», Слуцкий район; «Лука и Симон», Лунинецкий район).

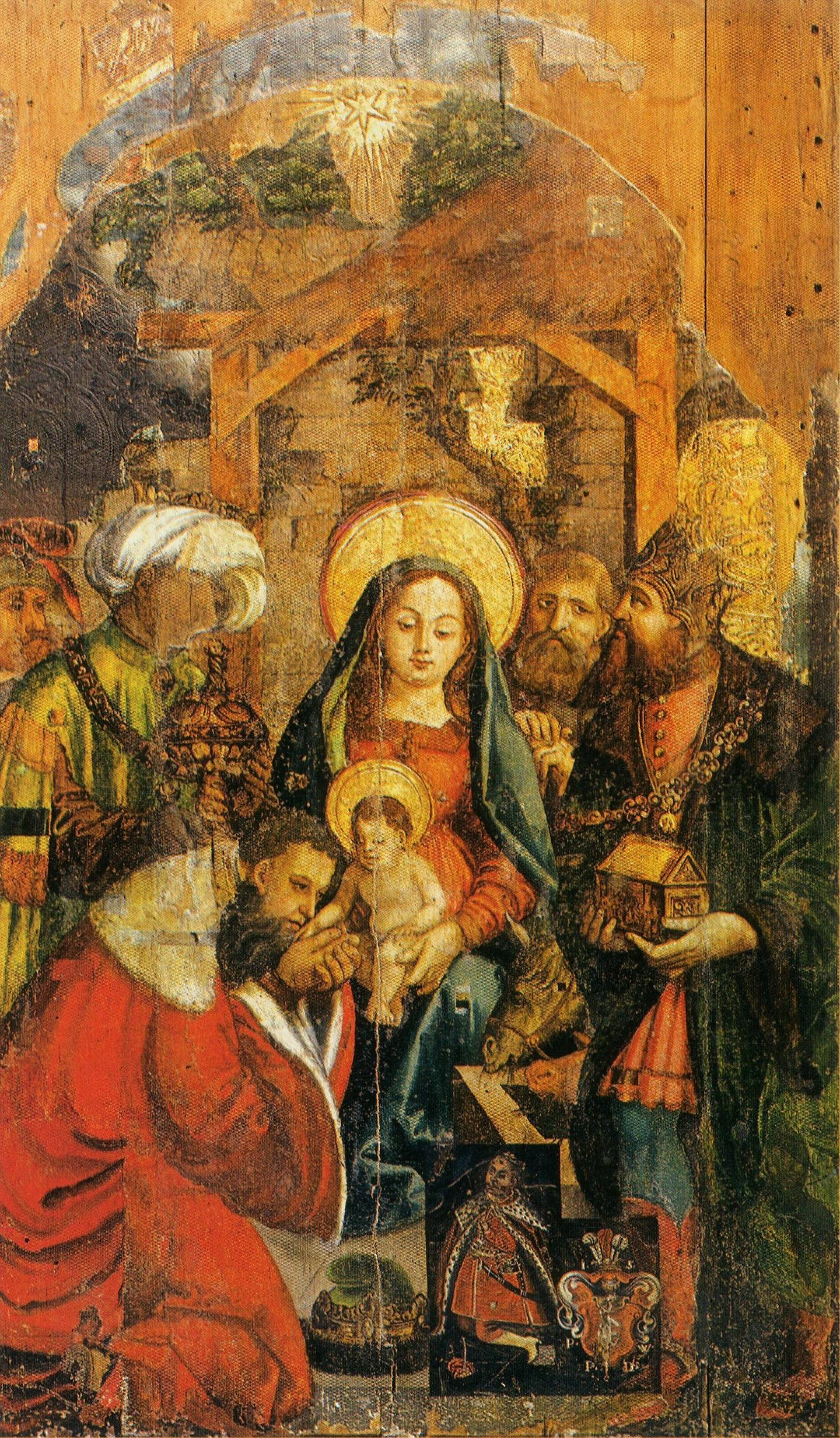
«Поклонение волхвов» из в. Дрисвяты, после 1514
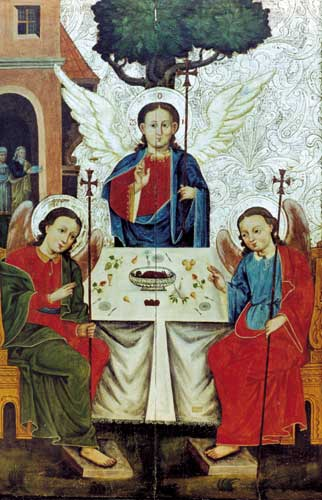
«Троица» из в. Достоев. XVII век
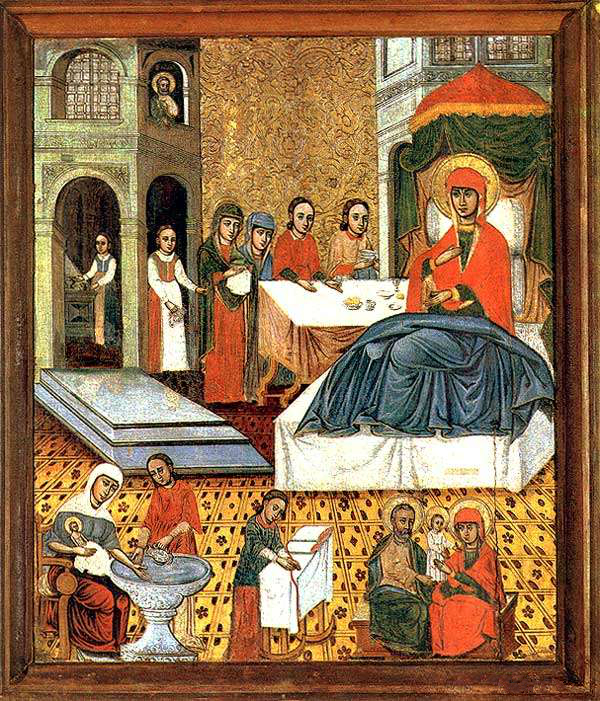
«Рождество Марии» из в. Ляховцы Малоритского района. 1648—1650
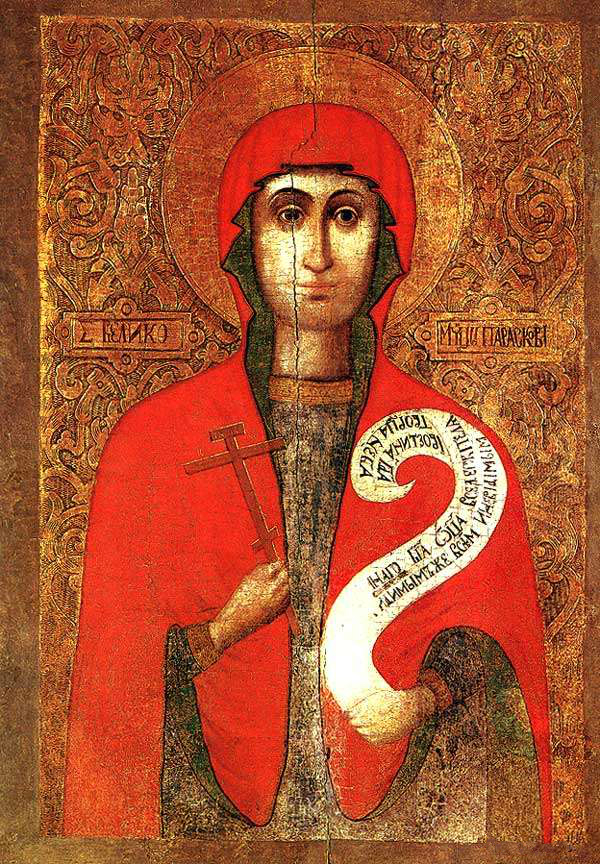
«Параскева Пятница», Слуцкий район. Середина XVI век

Высокого уровня достигла полихромная деревянная скульптура и резьба алтарей (Иоаким и Анна, Жабинковский район; Преображенский костёл в д. Новая Мышь, Барановичский район). Расширялась портретная пластика надгробий (Альбрехта Гаштольда в Вильне, Николая Криштофа Радзивилла в Несвиже). Складывалась медальерная школа (Я. Энгельгарт и др.).

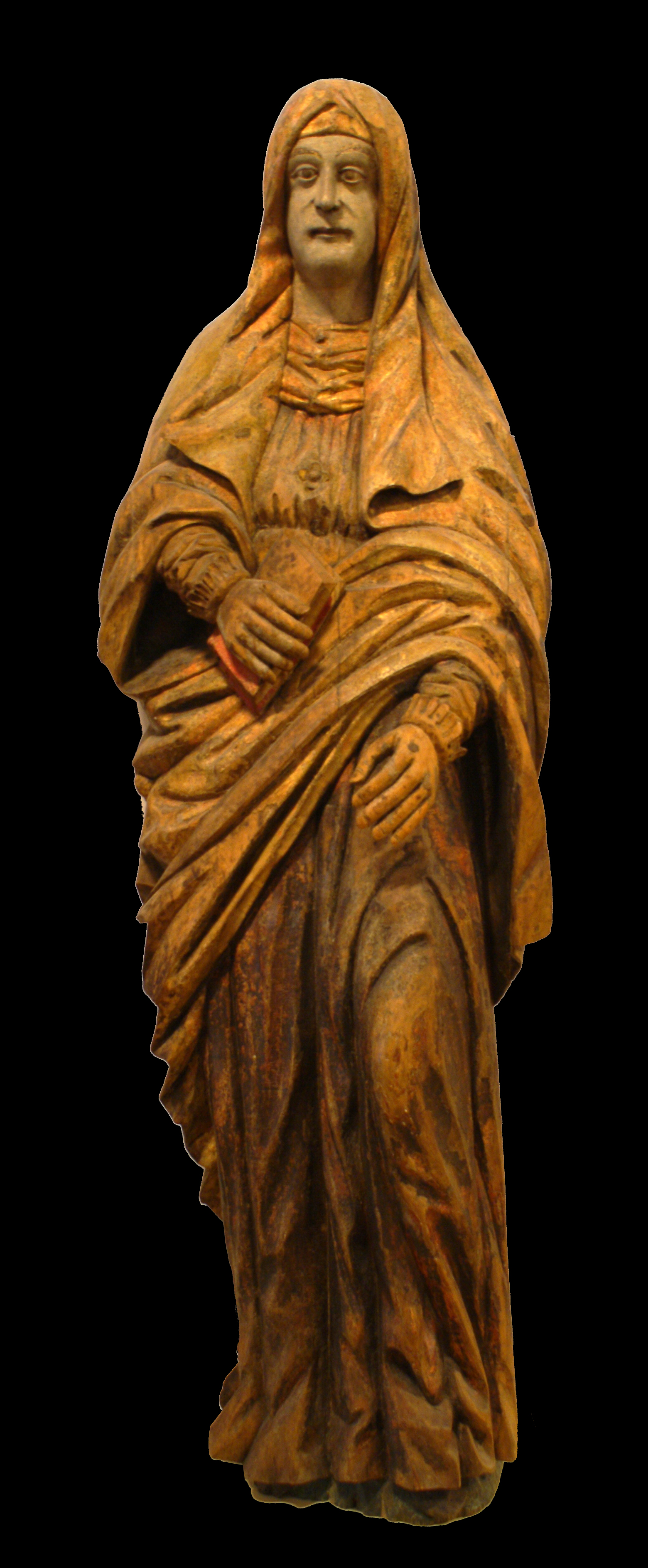
Святая Анна из Здзитово. НММ РБ
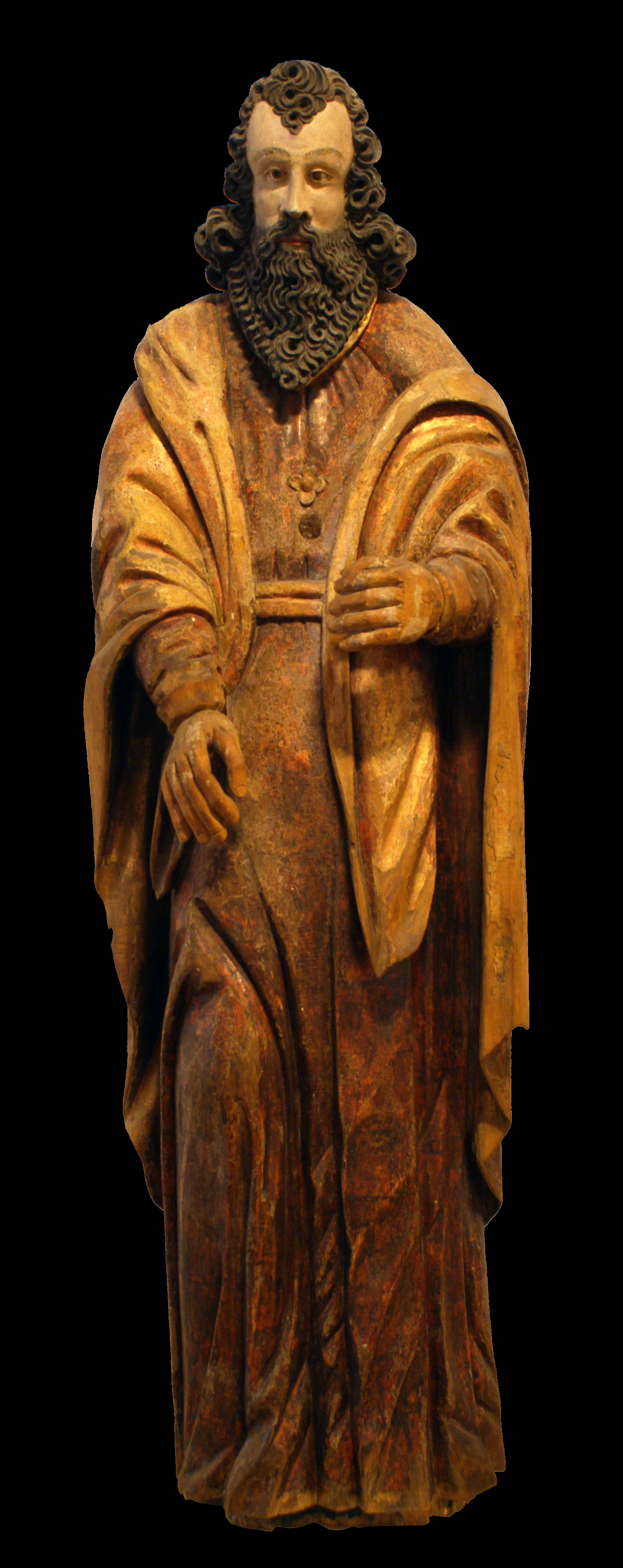
Святой Иоаким из Здзитово. НММ РБ
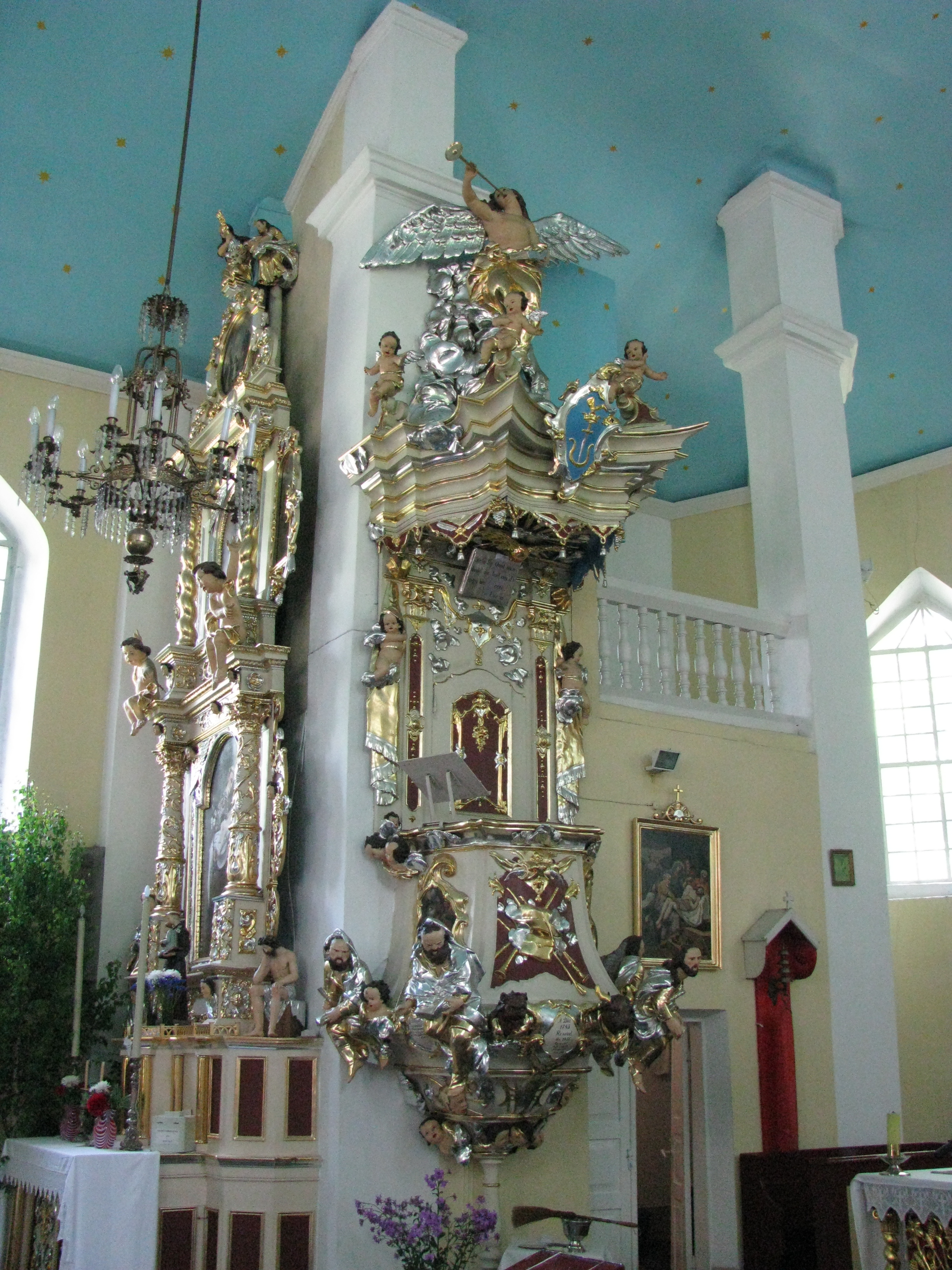
Интерьер Преображенского костёла в д. Новая Мышь, Барановичский район
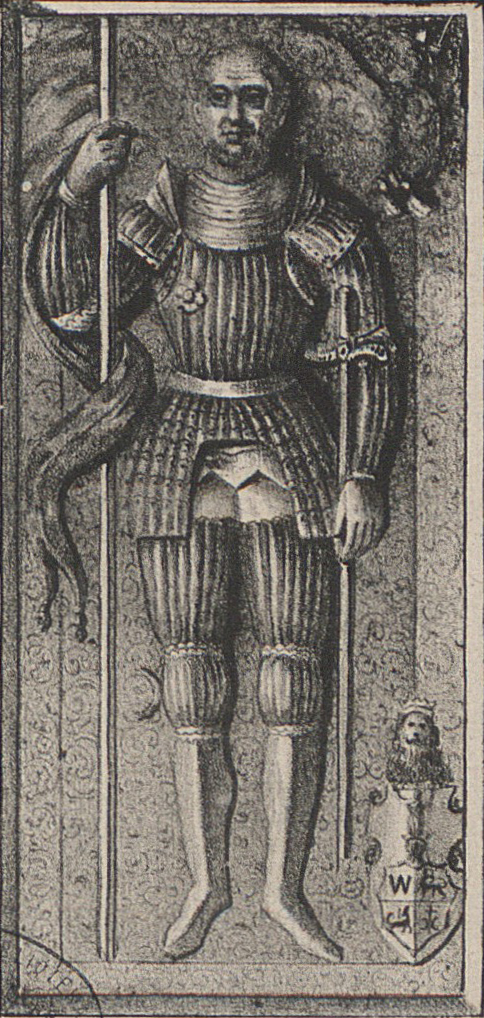
Надгробие Альбрехта Гаштольда в Вильне
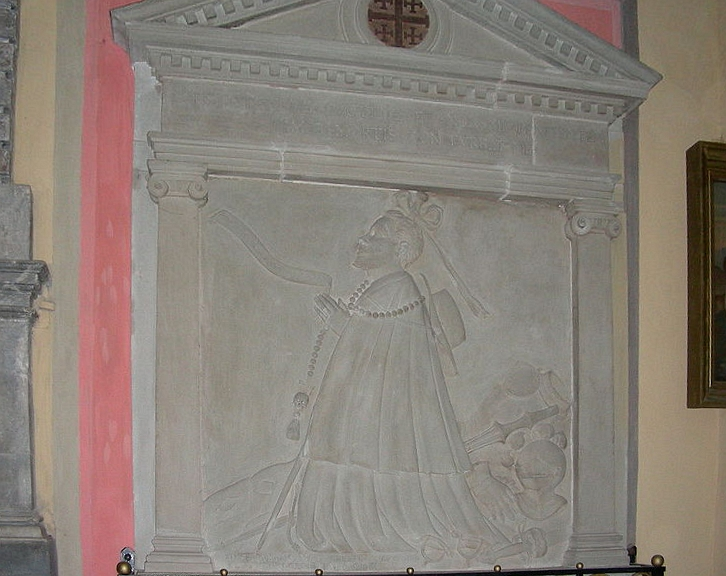
Николая Криштофа Радзивилла в Несвиже

Достигла расцвета ксилография, с конца XVI в. — офорт. Совершенством исполнения выделялись титульные листы, заставки, инициалы, концовки и иллюстрации в изданиях Франциска Скорины (Библия, 1517—1519), в Брестской библии (1563), Статуте Великого княжества Литовского 1588 года. Возникали графические портреты (Скорины, Сигизмунда III, М. Р. Радзивилла, В. Тяпинского), геральдические композиции. Т. Маковский и другие выполняли архитектурные пейзажи, карты, иллюстрации к научным трактатам.
С XVI — первой половины XVII в. дошли произведения живописи, в которых отражены типичные черты европейского Возрождения, особенно в распространённом на белорусских землях парадном (сарматском) портрете (Гризельда Сапега, Юрия Радзивилла, Софии Олельковны Радзивилл и др.).

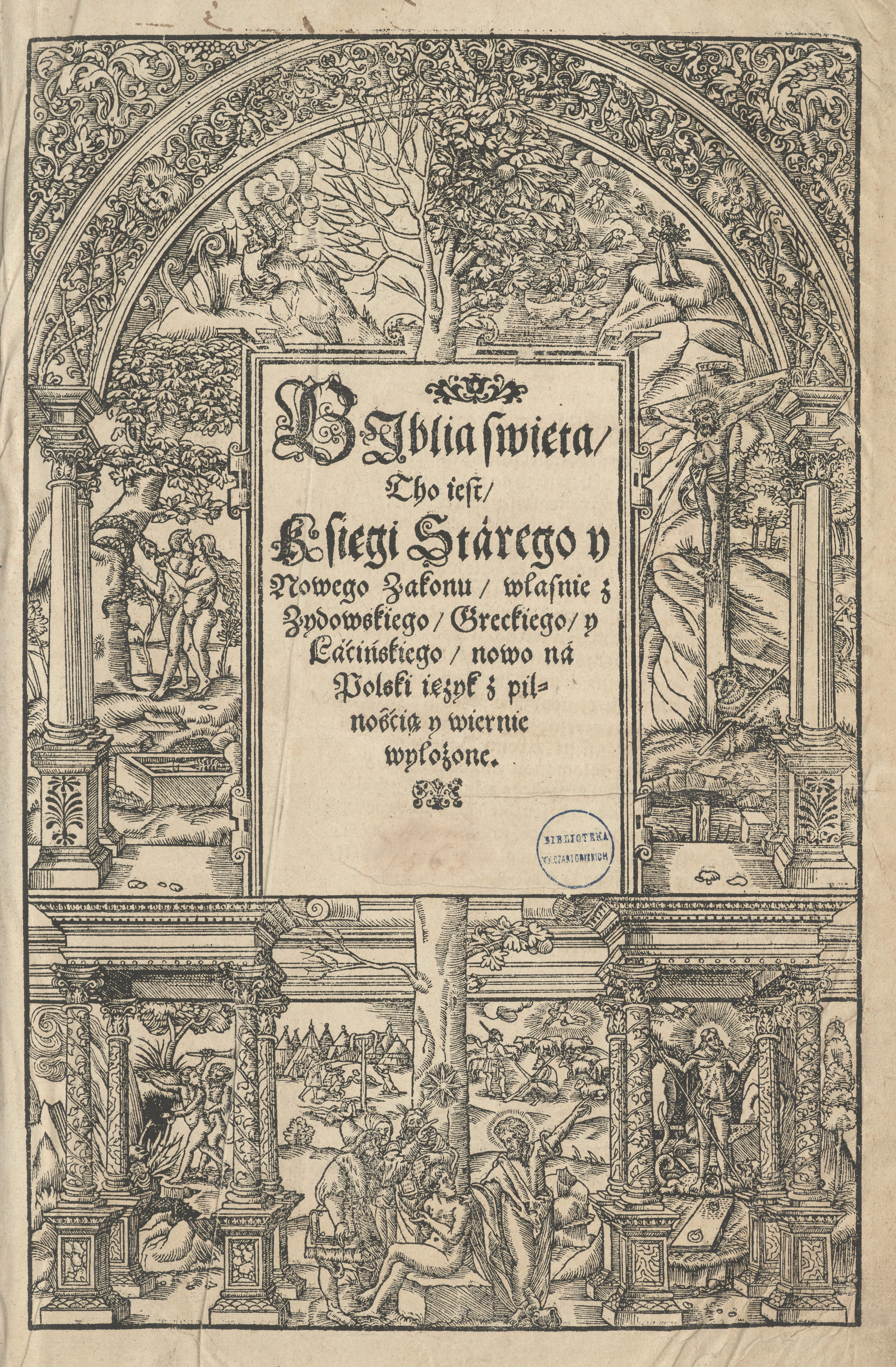
Фрагмент титульной страницы Брестской Библии
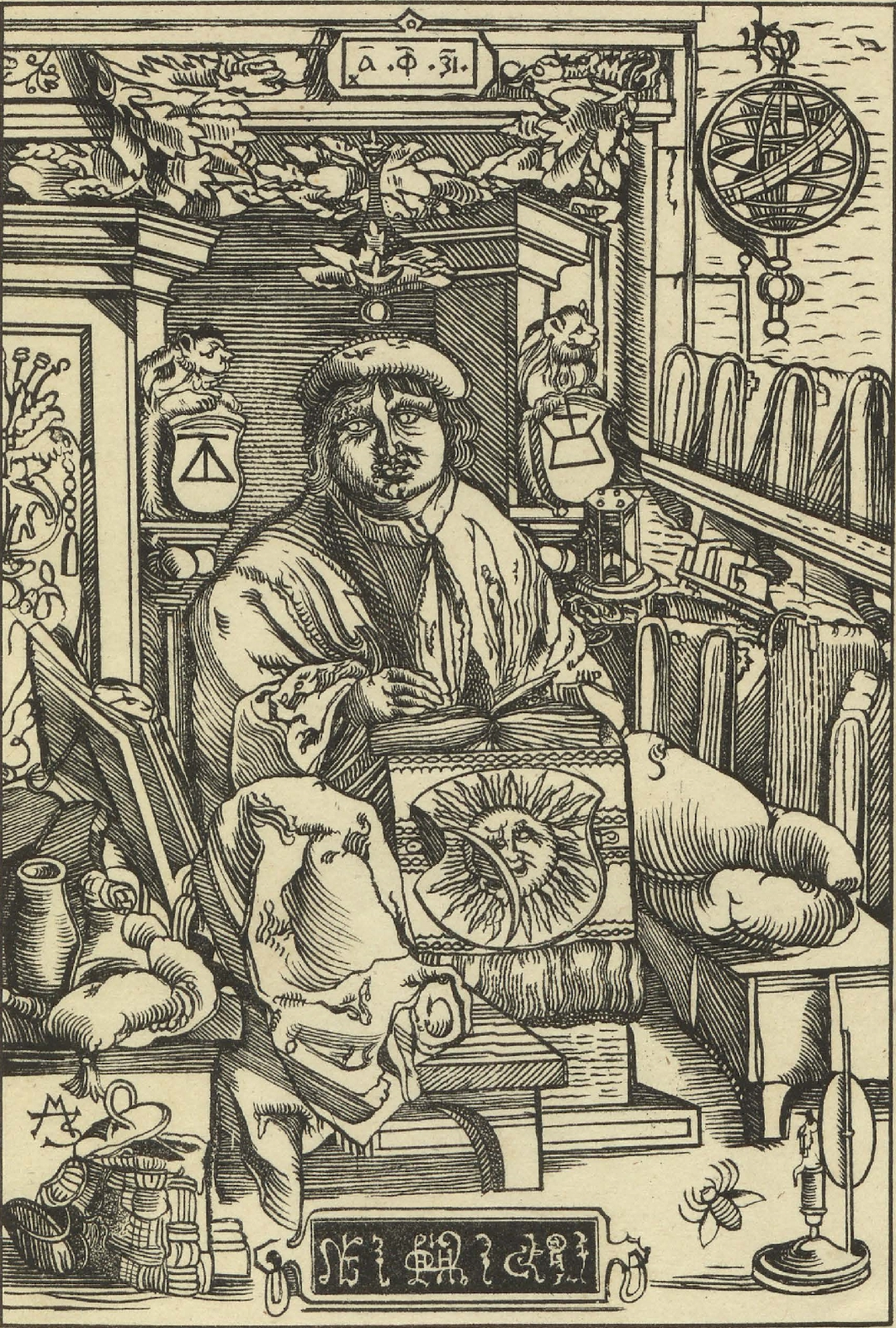
Гравированный портрет Ф. Скорины из книги «Бытие». 1519
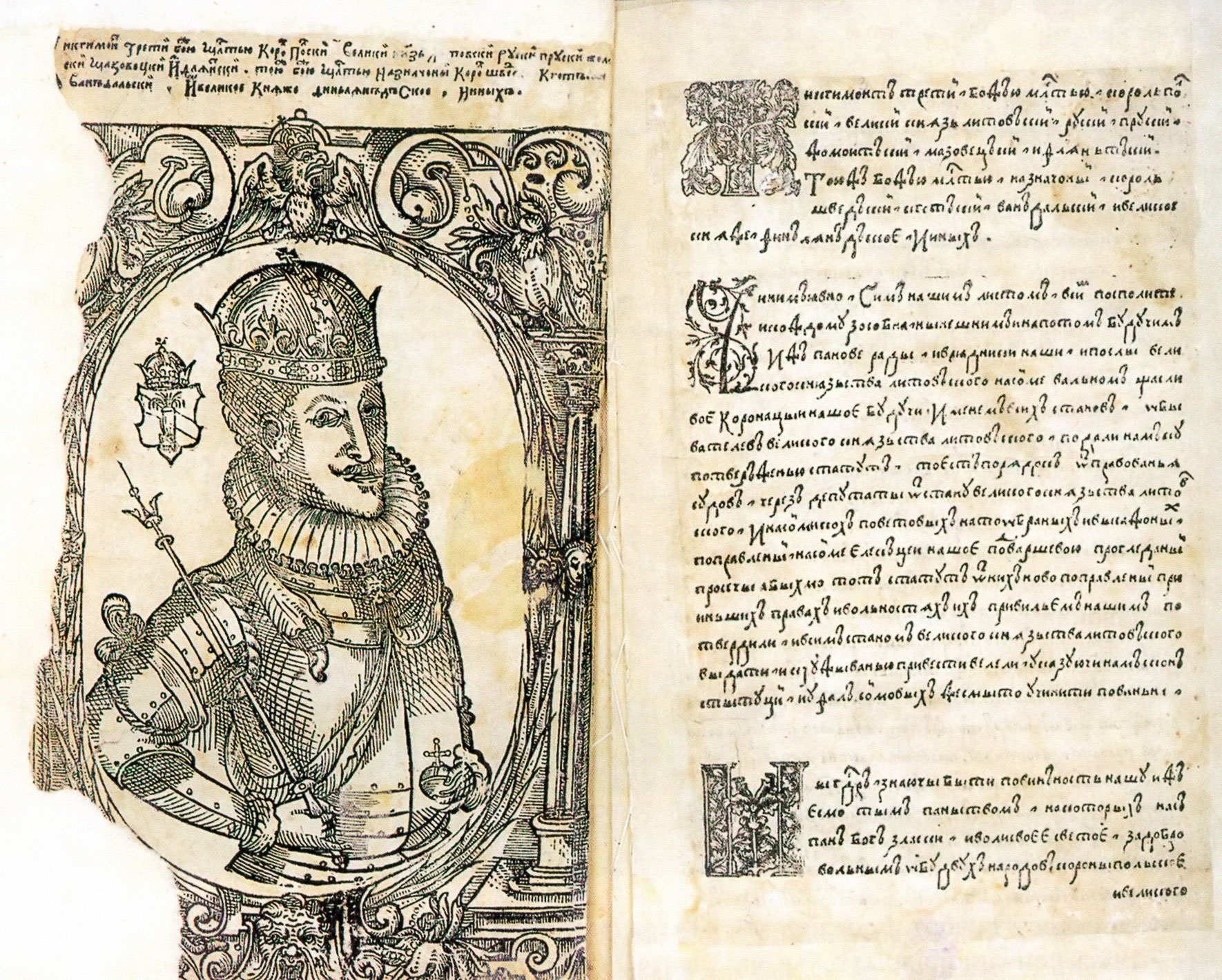
Оборот титульного листа Статута Великого княжества Литовского 1588 года с портретом великого князя Сигизмунда Вазы
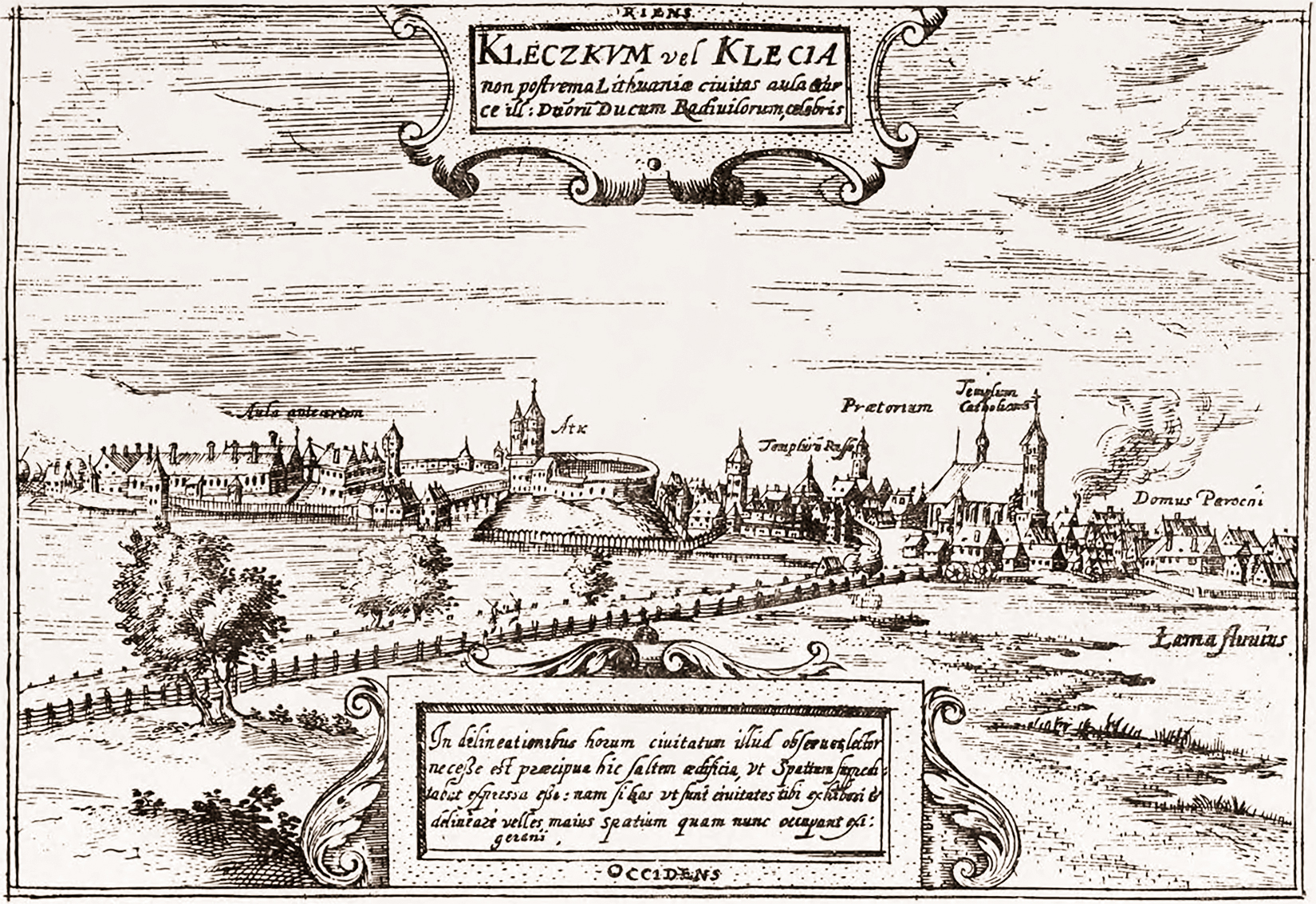
Клецк на гравюре Т. Маковского. XVII в.
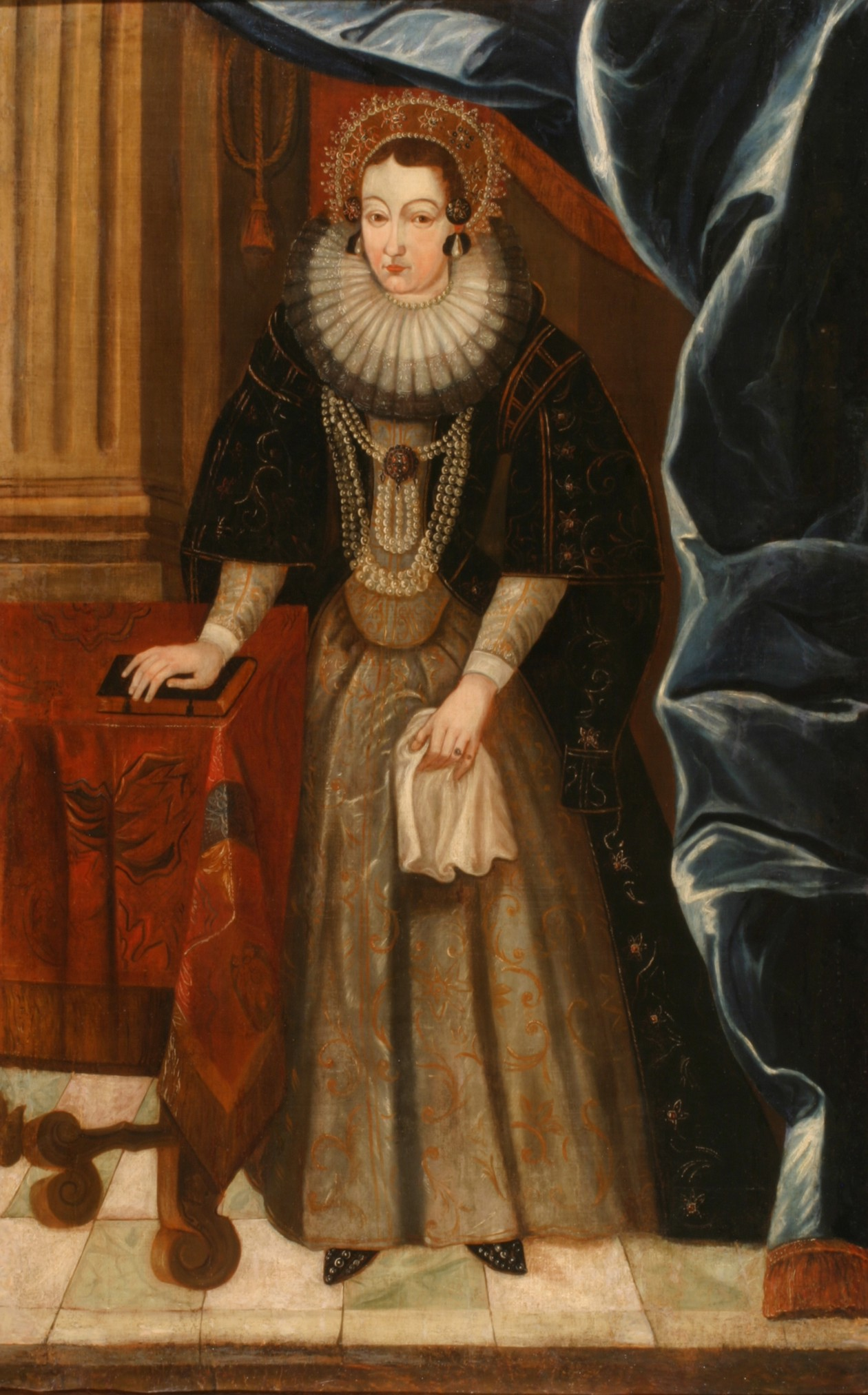
Портрет Гризельды Сапеги. 1630-е
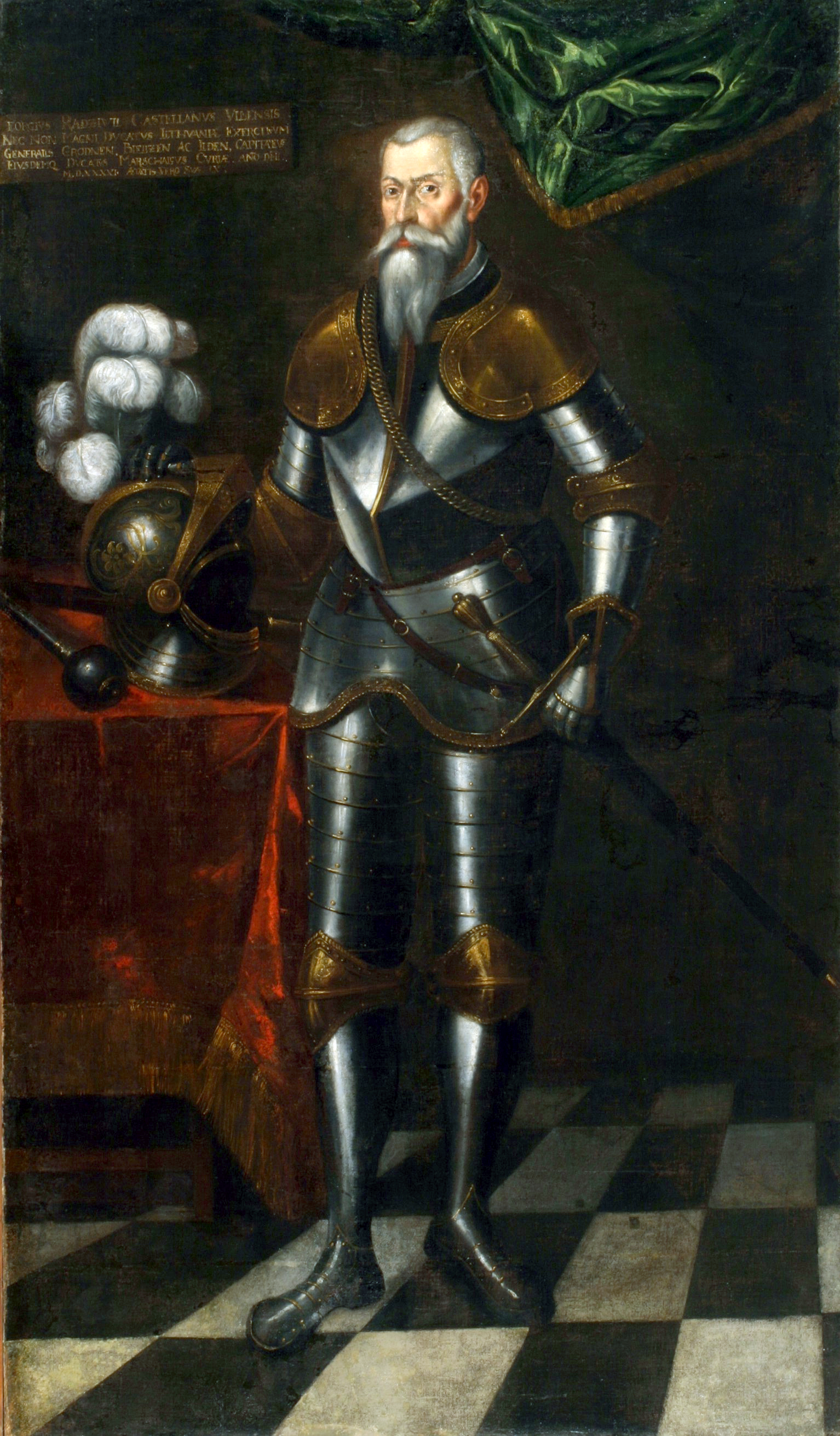
Портрет Юрия Радзивилла. около 1600

В декоративно-прикладном искусстве стилистика Возрождения проявилась в орнаментации окладов икон (Будславская шата), церковной утвари и парадного оружия эмалями, драгоценными камнями, литыми и чеканными накладками. Появилась кафля с сюжетными, гербовыми и портретными изображениями (Логойск, Заславье), с цветной глазурованной поверхностью. С основанием мануфактур (XV в.) расширялся ассортимент изделий из стекла.
В белорусском искусстве первой половины XVII в. формы Возрождения продолжали сосуществовать с чертами маньеризма, но всё более уступали место стилистике барокко.
В архитектуре и градостроительстве Беларуси с эпохой Возрождения связаны попытки комплексной реконструкции городов на основе регулярного плана, формами приближавшегося к прямоугольнику, овалу, полуовалу (Несвиж, Быхов, Слуцк). Центром его композиции обычно была площадь с ратушей и храмами. Строились также дворцы, госпитали, дома цеховых братств и др.

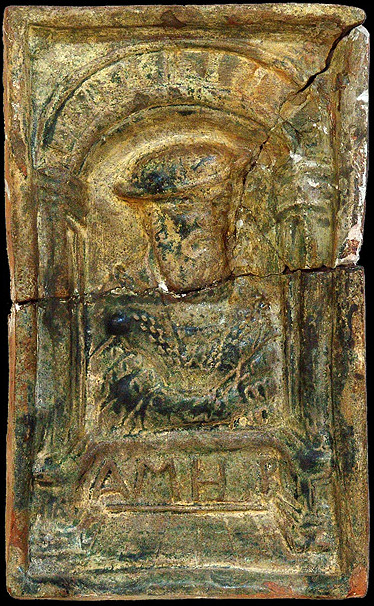
Портретная кафля из Логойска. Кон. XVI в.
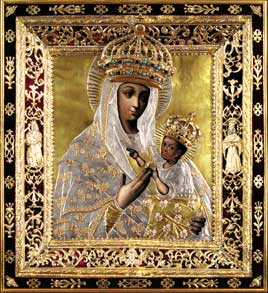
Будславская икона Божией Матери с шатой XVII в.
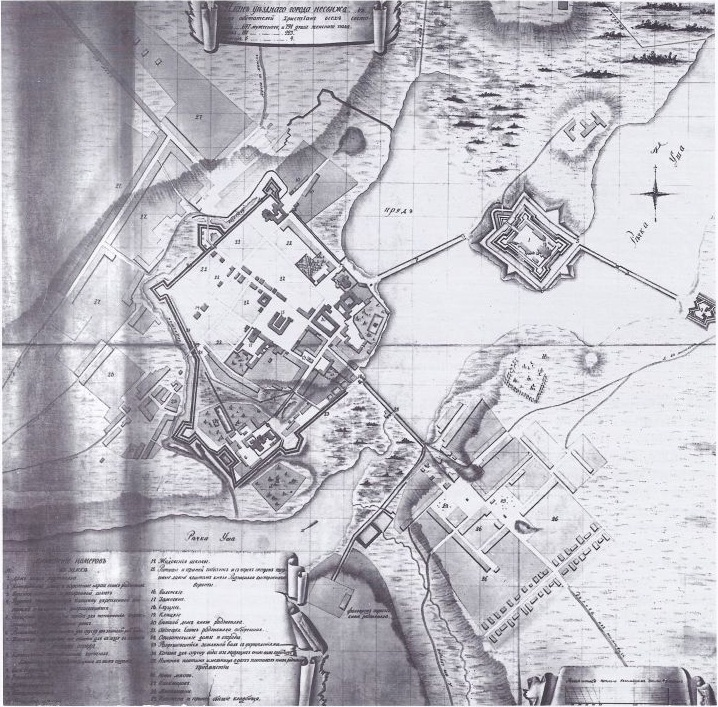
План Несвижа
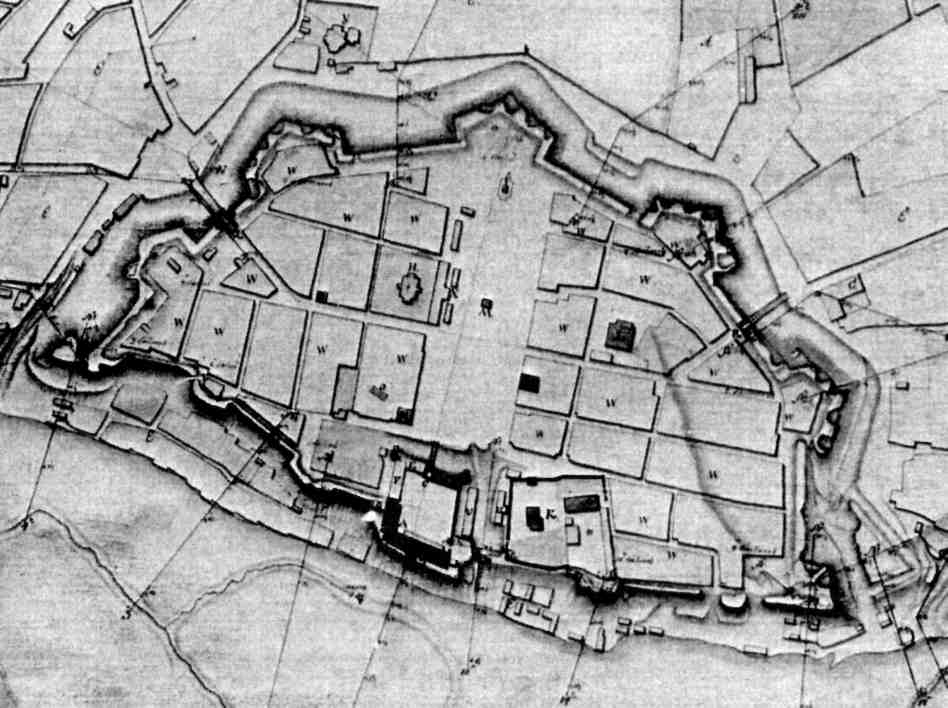
План Быхова
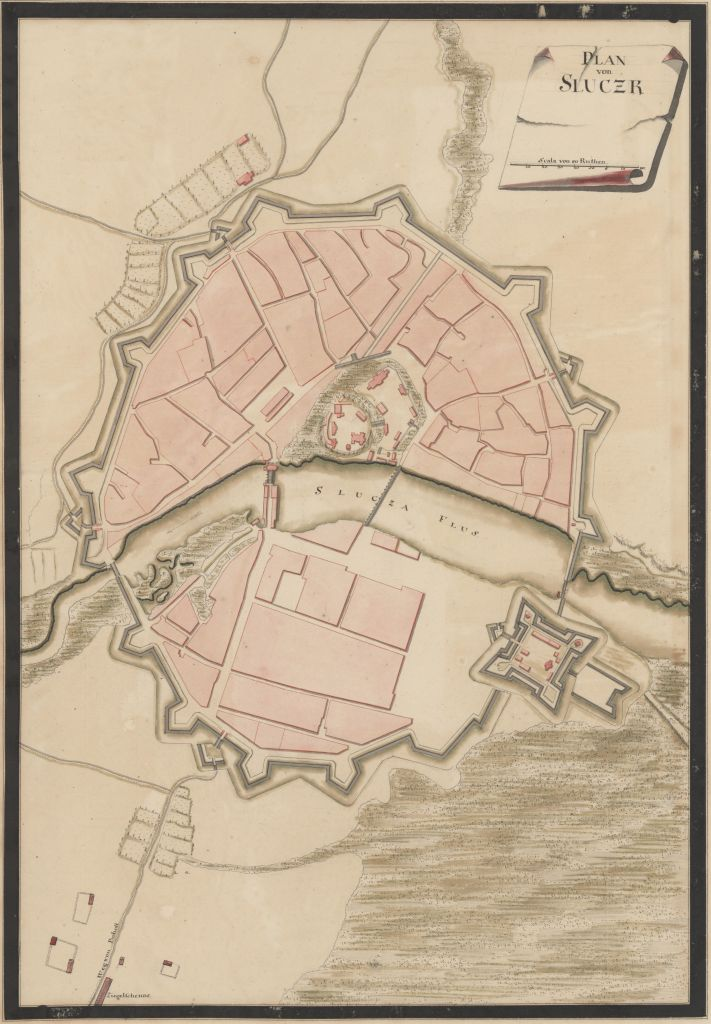
План Слуцка

Первоначально черты ренессанса сочетались с элементами готики, но готические формы построек начала XVII в. приобретали пластический декор (Мирский замок, Сынковичская церковь-крепость, Мурованковская церковь-крепость). Светская и культовая архитектура постепенно теряла суровые оборонительные черты: дворцы оформлялись аркадными галереями (дворец в Рогачёве), появились храмы в виде ротонды с куполом (Сморгонский кальвинистский сбор), башни некоторых храмов украшались декоративными элементами (Заславская Спасо-Преображенская церковь). Интерьер обогащался разнообразными алтарьями, своды — лепными нервюрами, образующими декоративный узор (Чернавчицкий Троицкий костёл, Вишневский костёл Отведения Марии).

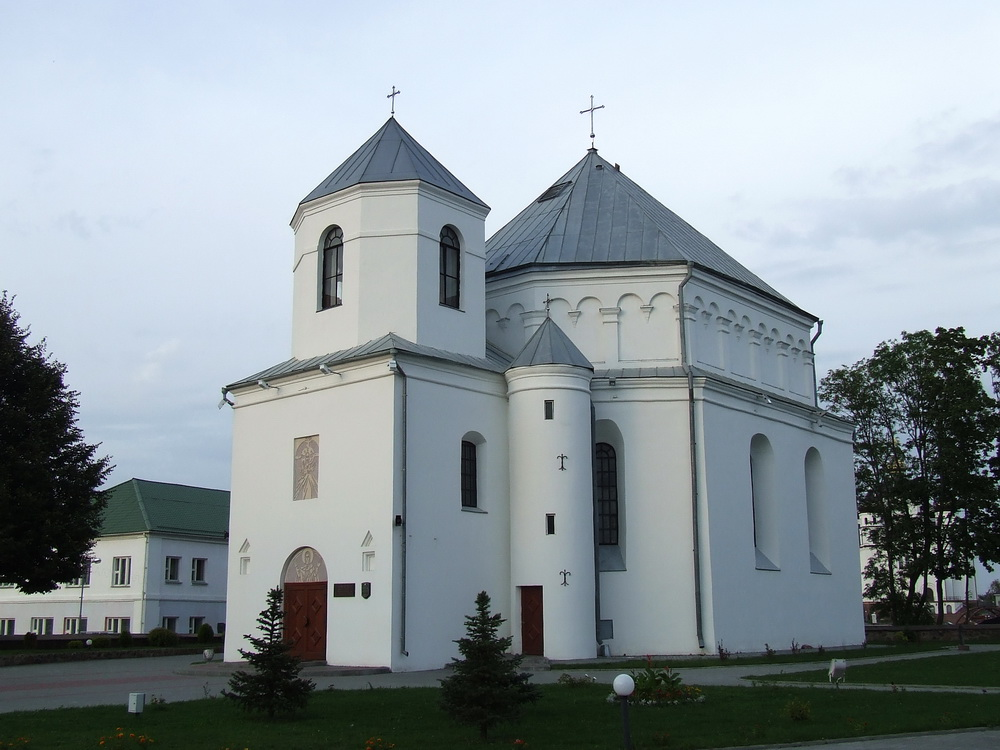
Сморгонский кальвинистский сбор
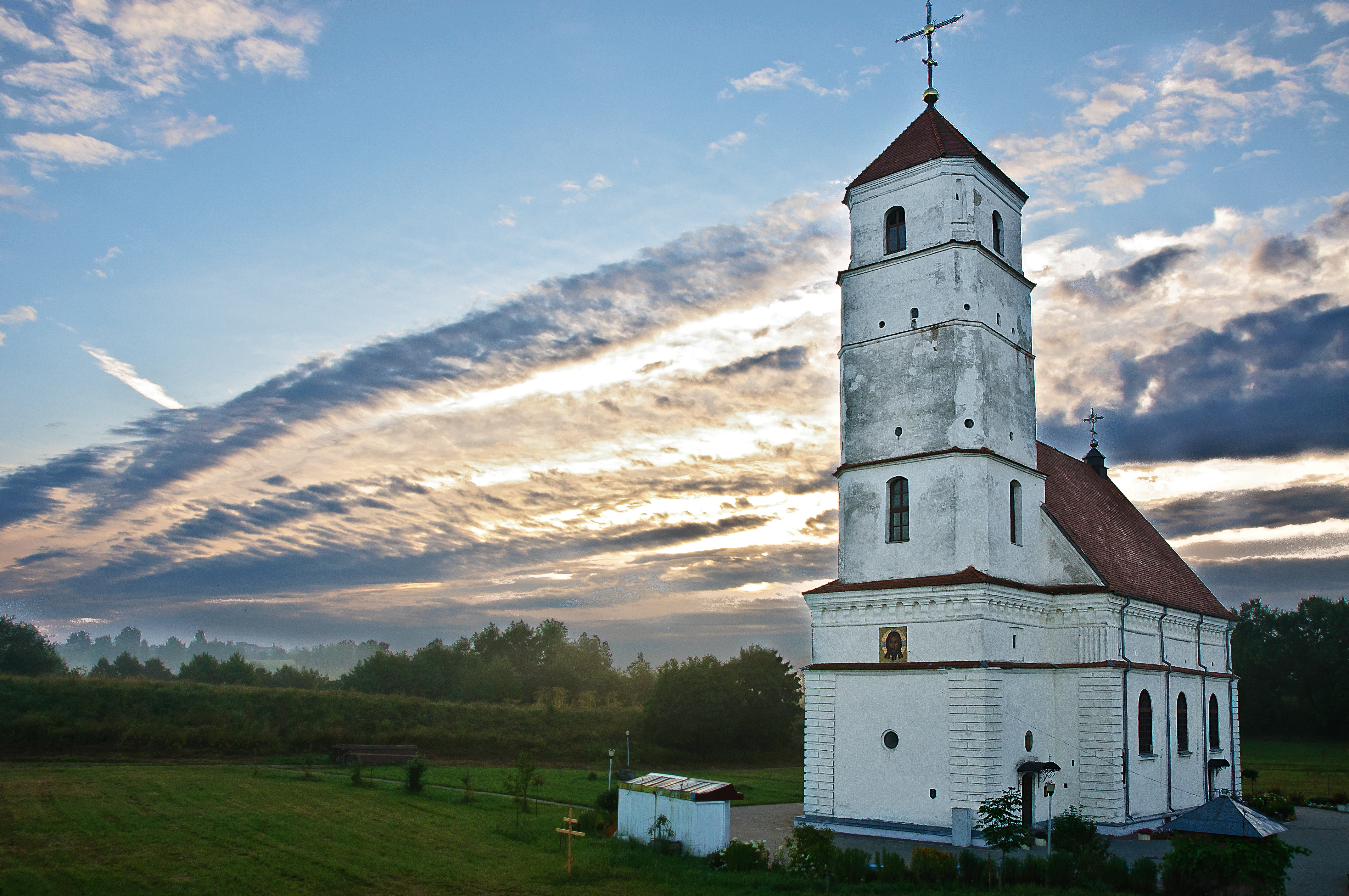
Заславский кальвинистский сбор
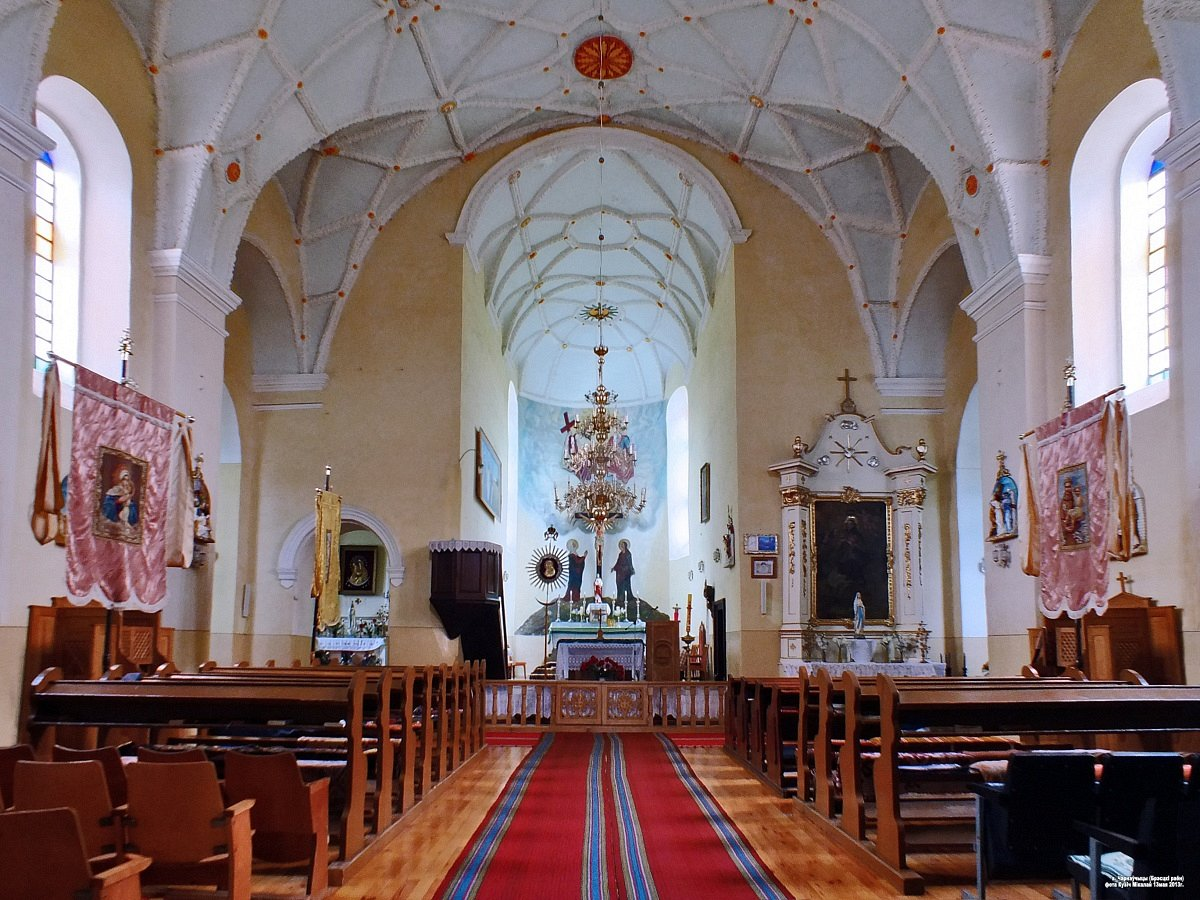
Интерьер костёла Святой Троицы в Чернавчицах
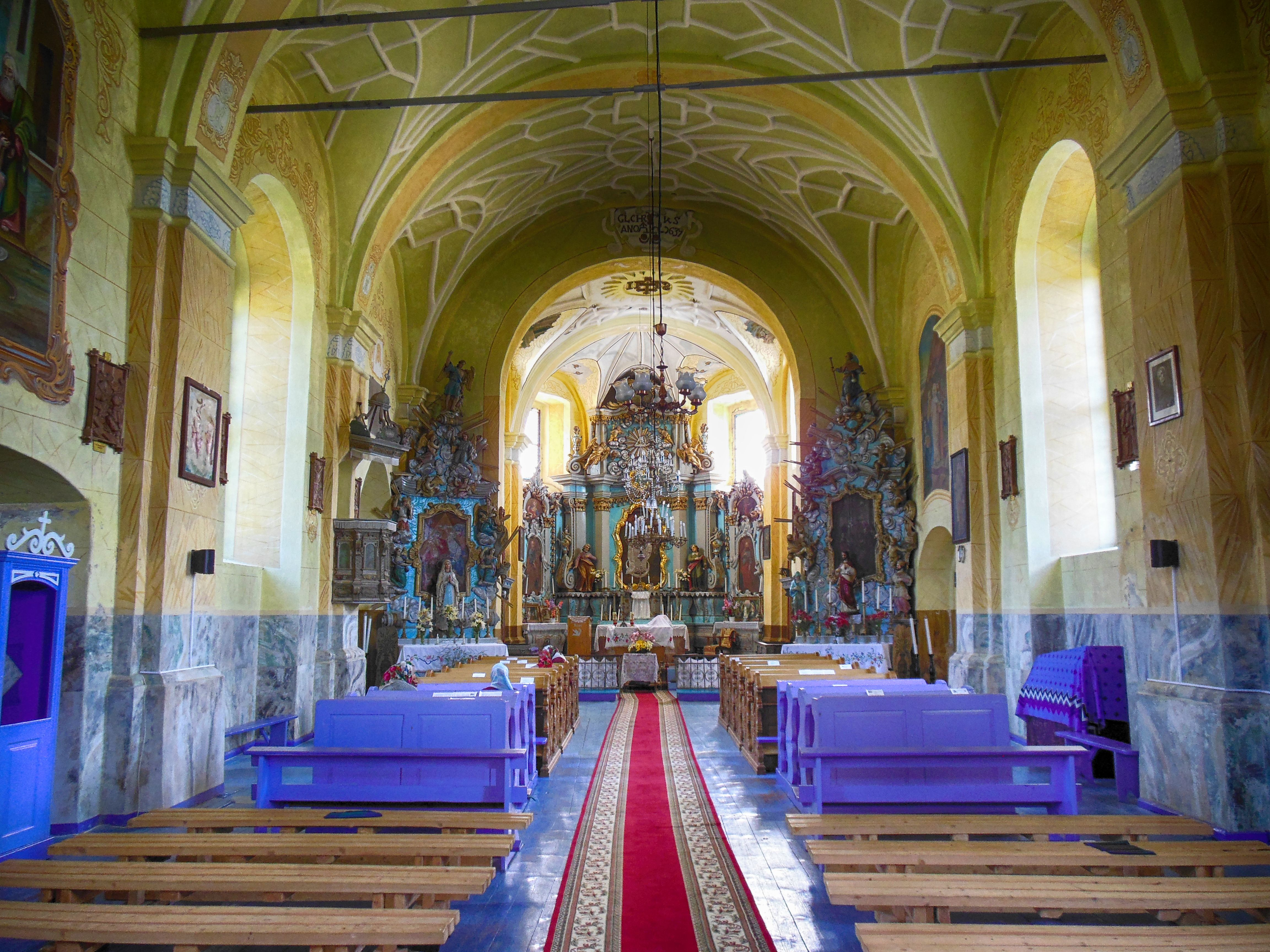
Интерьер костёла Отведения Пресвятой Девы Марии в Вишневе

## Театр
В Беларуси первые европейские театральные формы, как литургическая драма, школьный театр, появились в XVI в. через деятельность католической церкви. Позже, в эпоху барокко, они вместе с придворным театром стали важными компонентами белорусской театральной культуры.

## Музыка

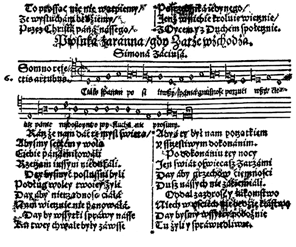
Страница Брестского канционала. 1558

Основными центрами музыкального Возрождения в Беларуси являлись братские школы, католические коллегиумы, где было хорошо поставлено музыкальное образование, практиковались многоголосые хоровые пения по 5-линейной нотной системе. Основным образцом новой нотной записи стал псалтырь Яна Гуса, засвидетельствовавший появление нотопечатания. Протестантские канционалы, изданные в Бресте (сборник «Песни хвалы божьей», 1558), Несвиже и Любче, наряду с духовными произведениями содержали светские песни.

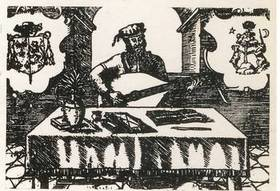
Валентин Греф Бакфарк

Среди музыкальных деятелей Возрождения в Беларуси — Вацлав из Шамотул, Циприан Базилик, Валентин Бакфарк. В это время зародилась самобытная культура белорусского канта, ставшая значительным явлением в профессиональном светском и церковном искусстве.